# Julienne Bušić
Julienne Bušić (nacida como Julienne Eden Schultz; 20 de septiembre de 1948) es una escritora estadounidense; la viuda de Zvonko Bušić.  Fue arrestada en 1976 después de haber secuestrado el vuelo 355 de la TWA y condenada a cadena perpetua en prisión preventiva.

## Vida
Según sus memorias, nació en Eugene, Oregon, EE. UU. y se crio en Portland, Oregon. Se graduó en la Universidad de Oregón, asistió a la Universidad de Viena (Austria) y obtuvo una maestría en alemán, literatura y lingüística en la Universidad Estatal de Portland. En Oregon, trabajó como enfermera auxiliar, maestra y terapeuta de salud mental para adolescentes maltratadas.
Se casó con Zvonko Bušić en 1972 y vivieron juntos en Austria, Alemania, Oregón y Ohio antes de mudarse a la ciudad de Nueva York. Participaron activamente en la publicación de abusos contra los derechos humanos en la ex Yugoslavia, especialmente el asesinato de disidentes croatas por parte de la organización de policía secreta yugoslava UDBA en el llamado "programa negro" y en la promoción de la causa de la independencia croata.  Julienne Bušić y un amigo fueron encarcelados brevemente en Zagreb a principios de la década de 1970 por diseminar literatura crítica del gobierno yugoslavo.
El 10 de septiembre de 1976, ella, su esposo y otros tres secuestraron vuelo 355 nacional de Trans World Airlines que partía de Nueva York hacia Chicago, utilizando la amenaza de una bomba, que más tarde resultó ser una olla a presión inofensiva.  Hicieron volar el avión sobre Londres, donde lanzaron panfletos que promocionaban la independencia croata de Yugoslavia.  El grupo se rindió sin derramamiento de sangre. Sin embargo, Brian Murray, un miembro del escuadrón de bombas de la policía de Nueva York, murió y otros tres miembros del escuadrón resultaron heridos cuando intentaban desactivar un explosivo que había quedado en un casillero de almacenamiento en la Terminal Grand Central. La explosión ocurrió cuatro horas y media más tarde, en un sitio de detonación en el Bronx, mientras estaba bajo la supervisión de los oficiales de los bombardeos.
Zvonko y Julienne Bušić fueron declarados culpables de piratería aérea que resultó en la muerte, que llevó a una sentencia obligatoria de por vida con elegibilidad de libertad condicional después de 10 años.  En 1979, fue atacada en prisión por la miembro de la familia Manson, Lynette Fromme. Fue liberada de la prisión federal en 1989 después de cumplir 13 años en la  Federal Correctional Institution, Dublin en Dublín, California.
Durante y después de su paso por la prisión, Bušić mantuvo correspondencia con Kathleen Murray Moran, la esposa del miembro del escuadrón de bombas que murió durante el incidente. Murray Moran abogó por la pronta liberación de Bušić.  Murray Moran más tarde, públicamente, lamentaría esa defensa. En 1982, Murray presentó una demanda contra el Departamento de Policía de Nueva York, acusando negligencia grave en el manejo de los explosivos, lo que "causó la muerte del oficial Murray".
Posteriormente, Bušić se mudó a Croacia y ha apoyado causas humanitarias croatas en los Estados Unidos y Europa. Ha participado en proyectos editoriales, de traducción y literarios, y ha escrito para revistas literarias tanto en Croacia como en Estados Unidos, incluida Ooligan Press, Verbatim, Gobshite Quarterly, y Vijenac.  También es columnista semanal del portal de noticias croata Dalje.  Su esposo recibió libertad condicional en 2008, momento en el cual se reincorporó a su esposa en Croacia. Zvonko Bušić se suicidó en 2013.

## Libros
Su primer libro, Lovers and Madmen (2000), narra su relación con Zvonko y las amenazas de muerte e intentos de muerte que llevaron al secuestro.  Su segundo libro, Your Blood and Mine (2008), es un comentario extenso sobre el sistema penitenciario federal estadounidense, como lo muestran sus cartas a Zvonko a lo largo de sus 32 años de encarcelamiento.  Su tercer libro, Living Cells (2012), es una historia real de una mujer croata detenida como esclava sexual durante la Batalla de Vukovar.

## En medios de comunicación
Bušić aparece en un lugar destacado en el programa de radio.  El segmento del programa titulado The Hijacker's Letter presenta información sobre la relación que se desarrolló entre Bušić y Kathleen Murray Moran, viuda de Brian Murray, el oficial asesinado por su bomba. 